# Йозеф Вилхелм Ернст фон Фюрстенберг
Йозеф Вилхелм Ернст фон Фюрстенберг-Щюлинген (на немски: Joseph Wilhelm Ernst zu Fürstenberg-Stühlingen; * 13 април 1699, Аугсбург; † 29 април 1762, Виена) е от 1744 до 1762 г. управляващ княз на Фюрстенберг, ландграф на Фюрстенберг, и от 1735 до 1740 и 1742 до 1748 г. императорски принципалкомисар на Райхстага в Регенсбург.

## Живот
Той е син на ландграф Проспер Фердинанд фон Фюрстенберг-Щюлинген, господар на Щюлинген (1662 – 21 ноември 1704, убит в битката при Ландау) и съпругата му графиня Анна София Евсебия фон Кьонигсег-Ротенфелс (1674 – 1727), дъщеря на граф Леополд Вилхелм фон Кьонигсег-Ротенфелс (1630 – 1694) и Мария Поликсена фон Шерфенберг († 1683). Брат е на Лудвиг Август Егон (1705 – 1759), ландграф на Фюрстенберг.
След ранната смърт на баща му неговите чичовци и братовчеди поемат опекунството.
Йозеф започва да учи през 1710 г. в йезуитската академия в Понт-а-Мусон, след това следва философия и право в Страсбург и завършва 1718 г. в Утрехт.
През 1716 г. след измирането на линията Фюрстенберг-Хайлигенберг, Йозеф, заедно с другите мъжки наследници на линиите Фюрстенберг-Мьоскирх и Фюрстенберг-Щюлинген, е издигнат на имперски княз.
Йозеф Вилхелм се жени на 6 юни 1723 г. за графиня Терезия Анна Мария Елеонора фон Валдщайн-Вартенберг (* 22 февруари 1707; † 12 ноември 1756, Виена), наследничка на Кривоклат, дъщеря на бохемския маршал Йохан Йозеф фон Валдщайн, господар на Вартенберг (1684 – 1731), и графиня Елеонора Мария фон Валдщайн (1687 – 1749). Същата година, на 31 октомври, той мести резиденцията си от Щюлинген в Донауешинген.
На 30 август 1735 г. Йозеф последва чичо си, княз Фробен Фердинанд фон Фюрстенберг-Мьоскирх (1664 – 1741), в службата императорски принципал-комисар, издигнат е от император Карл VI. През 1739 г. император Карл VI го прави рицар на ордена на Златното руно.
Терезия Анна Мария умира през 1756 г. Той се жени втори път през 1761 г. за графиня Мария Анна фон дер Вал (* 22 септември 1736; † 21 март 1808). Бракът е бездетен.

## Деца
От брака си с Терезия Анна Мария Елеонора фон Валдщайн-Вартенберг има 8 деца:
- Мария Елеонора (1726 – 1726)
- Йозеф Венцел Йохан Непомук (1728 – 1783), 2. княз на Фюрстенберг, женен на 21 юли 1748 г. за графиня Мария Йозефа фон Валдббург и Траухбург (1731 – 1782)
- Карл Боромеус Егон (1729 – 1787), принц на Фюрстенберг, женен на 25 юни 1753 г. за графиня Мария Йозефа фон Щернберг (1735 – 1803)
- Мария Августа Йозефа (1731 – 1770), абатиса на манастир Св. Георг на Храдшин в Прага
- Мария Хенриета (1732 – 1772), омъжена на 21 септември 1750 г. в Регенсбург за княз Александер Фердинанд фон Турн и Таксис (1704 – 1773)
- Мария Емануела София (1733 – 1776), монахиня в Прага
- Проспер Мария (1735 – 1735)
- Мария Терезия Йозефа (1736 – 1774), монахиня в Прага

## Литераура
- Carl Borromäus Alois Fickler: Geschichte des Hauses und Landes Fürstenberg, Aachen und Leipzig 1832, Band 4, S. 237 – 267
- Hugo Siefert: Es grüne bayrn und dem nichts gleich das höchste haus von öesterreich – Mit Donaueschinger Hilfe kommt 1745 der Füssener Frieden zustande; in: Schriften der Baar Band 51, Donaueschingen 2008, S. 17−30 Schriften des Vereins für Geschichte und Naturgeschichte der Baar – 51. Band 2008 Архив на оригинала от 2016-03-04 в Wayback Machine. (PDF; 37,8 MB)
- Europaische Stammtafeln, by Wilhelm Karl, Prinz zu Isenburg, Vol. V, Tafel 17.
- Leo van de Pas: Genealogics.org.
- ~Europäische Stammtafeln, J.A. Stargardt Verlag, Marburg, Schwennicke, Detlev (Ed.). V 17